# كاساميكيولا تيرمي
كازاميسيولا تيرمي هي بلدية في مدينة نابولي الكبرى في منطقة كامبانيا الإيطالية، وتقع في الجزء الشمالي من جزيرة إيشيا.

## جغرافيا
تقع حدود Casamicciola Terme على البلديات التالية: Barano d'Ischia، Forio، Ischia، Lacco Ameno، Serrara Fontana.

## تاريخ
في عام 1883، ضرب زلزال الجزء الشمالي من إيشيا. على الرغم من قوتها المعتدلة التي بلغت 4.2-5.5، فقد تم تدمير العديد من المباني في جميع أنحاء الجزيرة بالكامل. تعرضت المدينة لأضرار جسيمة، حيث تم هدم العديد من المنازل والشركات. قُتل ما لا يقل عن 2313 شخصًا، منهم 1784 شخصًا ماتوا في المدينة وحدها.

## وصلات خارجية
- الموقع الرسمي